# Dvar
Dvar — российский электронный музыкальный проект. Выпускал альбомы с 1995 по 2012 годы, с 2021-го года снова публично активен. Первые альбомы были выдержаны в жанре дарквейв, поздние тяготеют к более лёгкой и атмосферной электронной музыке с преобладанием синтезаторов.
Dvar — чисто студийный проект. Группа не даёт концертов, участники группы анонимны, не появляются на публике, не публикуют своих имён и фотографий официально. Все песни Dvar исполняются на вымышленном языке. По легенде, созданной участниками, тексты и музыку они сочиняют не сами, а получают от некой потусторонней сущности по имени Dvar

## История
Первые альбомы проекта под названиями Dvar и Raii распространялись самиздатом на кассетах на московском рынке «Горбушка». По звучанию ранние альбомы представляли собой электронный дарквейв с искусственно искажённым голосом вокалиста, поющего на несуществующем языке — по утверждению самих музыкантов, в их текстах «сакральный смысл несёт сама фонетика».
Тогда же о группе возникла легенда, будто её записи прокляты, вызывают несчастья или смерть. Это придало Dvar вирусную популярность, которая усилилась с распространением интернета. Легенду подчёркивала анонимность участников, которые лишь дважды давали интервью по электронной почте. Из-за анонимности и мистических легенд, а также жанра, Dvar часто сравнивали с проектом Sopor Aeternus, и сами Dvar признавали, что «люди неспроста находят общее зерно» в этих исполнителях. Несмотря на анонимность, группа была связана с готической субкультурой, и два её демо-альбома публиковались через сайт Russian Gothic Project.
C 2003 года, начиная с альбома Roah, Dvar начали выпускать альбомы на популярном рок-лейбле IronD и сочинять более лёгкую и менее мрачную электронную музыку, исполняемую на синтезаторах, с мелодиями, напоминающими детские песни. Этот жанр окрестили «Лайтвейв» (Lightwave) — такое определение упомянули сами участники в 2003 году в интервью журналу DarkCity. О ранних самиздатных альбомах Dvar и Raii участники заявили, что их издание «было ошибкой». 2000-е стали самым плодотворным периодом Dvar, когда коллектив выпустил более десятка альбомов, переиздал на CD демо-альбомы и сборники и записал сплит-альбом с оркестром Caprice. Последней записью Dvar перед прекращением публичной деятельности стал в 2012 году альбом Deii, опубликованный изначально в приложении к журналу «Мир фантастики». После этого проект почти десятилетие не выпускал новой музыки.
Альбомы Dvar известны эксцентричным оформлением, в котором часто используются образы пчёл. В оформлении альбома Madegirah (сборника ранних записей группы) был использован рисунок ЖЖ-пользователя Hora211. Альбомы Zii и Fayah! оформлены художницей Анной «Lumbricus» Сучковой. Именно здесь впервые появляются картинки с тремя антропоморфными пчёлами, предположительно олицетворяющими членов группы — двух мужчин и женщину. Летом 2020 года группа выставила на продажу оригинал картины с обложки «Piirrah» за 999$.
В 2021 году в соцсети TikTok приобрела вирусную популярность композиция Ko Ki Ki. Пользователи, не зная о вымышленности языка, пытались расшифровать текст песни как русский. Это привлекло к проекту дополнительное внимание, и он возобновил деятельность спустя девять лет молчания. 20 декабря 2021 года, группа выпустила сингл «N’aharii», а 2 марта 2022 года был выпущен альбом «Metah», в музыкальном плане представляющий собой comfy synth, мягкую и позитивную музыку, ближе к поздним работам Dvar. Весной 2023 года последовал ремастер альбома «Taai Liira». 16 июня того же года вышел альбом «Madegirah II», в который были включены треки с 2012 по 2020 года, которые не были выпущены ранее. По звучанию альбом очень схож с предыдущим альбомом «Metah», но присутствуют некоторые композиции, звучание которых очень напоминает «El Mariil» и «Deii».
В 2024 году появляется информация (не подтвержденная) о выходе альбома "Ruhanir" 
По соглашению с группой, часть композиций используется в визуальной новелле  Зайчик.

## Дискография
- 1995 — Dvar (самиздат, существование не подтверждено)
- 1997 — Raii (самиздат, существование не подтверждено)
- 2000 — Taai Liira (демо, Russian Gothic Project)
- 2002 — Hissen Raii (демо, Russian Gothic Project, включает в себя 3 версии трека «Hissen Raii», 2 трека из альбома «Roah» и 1 трек из альбома «Rakhilim»)
- 2002 — Piirrah (S.P.K.R/Radio Luxor)
- 2003 — Roah (Irond)
- 2003 — Rakhilim (CD, Monopoly Records)
- 2004 — Rakhilim (Irond)
- 2004 — Taai Liira (переиздание, Irond)
- 2005 — Hor Hor (Irond)
- 2005 — Madegirah (Early Works)[6][7](сборник, Shadowplay Records, включает ранее не изданные треки с 1992-1993 года и 3 трека из альбома «Raii» 1997)
- 2005 — Oramah Maalhur (Irond)
- 2007 — Jraah Mraah (Gravitator)
- 2008 — Zii (Art Music Group)
- 2008 — Dvar vs Caprice (Гномы против Эльфов) (Stereo & Video Compilation) (сплит-альбом)
- 2008 — Highlights of Lightwave, vol.1 (сборник, Art Music Group)
- 2008 — Highlights of Lightwave, vol.2 (сборник, Art Music Group)
- 2009 — Fayah! (Art Music Group)
- 2009 — Madegirah (Bizzare Rares & Early Works) (переиздание, Shadowplay Records, дополнен 29 треками с 1997 по 2005 года, 2 треками из альбома «Dvar» 1995 года и треком «Zvuuv», который является кавером на трек «Caprice — Fly»)
- 2009 — Piirrah/Taai Liira (переиздание, Shadowplay Records)
- 2010 — El Mariil (Shadowplay Records)
- 2010 — Жрах Мрах (кириллическое переиздание альбома «Jraah Mraah», Shadowplay Records)
- 2011 — The best of 2005—2010 (компиляция в журнале «Мир фантастики»)
- 2011 — New Album 2012 (Promo EP, Monopoly Records, включает в себя 6 треков из альбома «Deii»)
- 2011 — Elah (неизданная ранее работа времен «Oramah Maalhur», доступная для бесплатного скачивания на Monopoly Records)
- 2012 — Elah (веб-релиз, дополненный четырьмя бонусными треками, доступен на Bandcamp)
- 2012 — Deii (Part I) (Monopoly Records, доступен на bandcamp, а также в формате mp3 на DVD-приложению к ноябрьскому номеру журнала «Мир фантастики». На CD альбом издан 19 декабря 2012 года)
- 2012 — Deii (Shadowplay Records, доступен на bandcamp, а также в формате mp3 на DVD-приложению к ноябрьскому номеру журнала «Мир фантастики». На CD альбом издан 19 декабря 2012 года)
- 2015 — Piirrah (переиздание, :Vegvisir music:)
- 2021 — N’aharii (сингл, Monopoly Records, Ditto Music)
- 2022 — Metah (Monopoly Records, Ditto Music)
- 2023 — Taai Liira Rarities (переиздание, самиздат)
- 2023 — Madegirah II (компиляция неизданных треков 2012-2020, Ditto Music)
- 2024 — Oriior (Ditto Music)

### Рецензии
- Александр Киселев. Рецензия на  диск: DVAR «JRAAH MRAAH». Мир фантастики (9 марта 2008). Дата обращения: 16 июня 2023. Архивировано из оригинала 29 сентября 2016 года.
- Александр Киселев. Рецензия на  диск: DVAR «ZII». Мир фантастики (3 августа 2008). Дата обращения: 16 июня 2023. Архивировано из оригинала 11 ноября 2021 года.
- Александр Киселев. Рецензия на  диск: DVAR «FAYAH!» Мир фантастики (9 марта 2008). Дата обращения: 16 июня 2023. Архивировано из оригинала 11 ноября 2021 года.